# Галлегати, Эрколе
Эрколе Галлегати (итал. Ercole Gallegati; 21 ноября 1911, Фаэнца, Италия — 19 августа 1990, Кастель-Сан-Пьетро-Терме, Италия) — итальянский борец греко-римского и вольного стилей, двукратный бронзовый призёр Олимпийских игр, бронзовый призёр чемпионата Европы, 31-кратный чемпион Италии (1931—1943, 1946, 1948, 1950—1952, 1954, 1956 в греко-римской борьбе, 1931—1933, 1936—1941, 1947, 1948 в вольной борьбе)  

## Биография
Начал заниматься борьбой в 1928 году, и уже в 1931 году стал чемпионом Италии. 
На Летних Олимпийских играх 1932 года в Лос-Анджелесе боролся в весовой категории до 72 килограммов (полусредний вес). По регламенту турнира борец получал в схватках штрафные баллы. Набравший 5 штрафных баллов спортсмен выбывал из турнира. В полусреднем весе борьбу вели 8 борцов.
Галлегати победил всего в одной встрече из трёх, чего оказалось достаточно для бронзовой медали, потому что остальные конкуренты выбыли ранее. 
| Выступление на Олимпийских играх 1932 года | Выступление на Олимпийских играх 1932 года | Выступление на Олимпийских играх 1932 года | Выступление на Олимпийских играх 1932 года | Выступление на Олимпийских играх 1932 года | Выступление на Олимпийских играх 1932 года | Выступление на Олимпийских играх 1932 года |
| Круг                                       | Соперник                                   | Страна                                     | Результат                                  | Баллы                                      | Всего баллов                               | Время схватки                              |
| ------------------------------------------ | ------------------------------------------ | ------------------------------------------ | ------------------------------------------ | ------------------------------------------ | ------------------------------------------ | ------------------------------------------ |
| 1                                          | Освальд Кяпп                               | Эстония                                    | Поражение По очкам                         | -3                                         | -3                                         |                                            |
| 2                                          | Суити Ёсида                                | Япония                                     | Победа Туше                                | 0                                          | -3                                         | 1:05                                       |
| 3                                          |                                            |                                            |                                            |                                            |                                            |                                            |
| 4                                          | Вяйнё Каяндер                              | Финляндия                                  | Поражение Туше                             |                                            |                                            |                                            |

В 1933 году был шестым на чемпионате Европы, в 1934 стал бронзовым призёром чемпионата Европы и затем перешёл в средний вес. 
На Летних Олимпийских играх 1936 года в Берлине боролся в соревнованиях как по греко-римской борьбе, так и по вольной борьбе. Турниры проводились по прежним правилам с начислением штрафных баллов. Эрколе Галлегати выступал в обоих видах в среднем весе. 
В греко-римской борьбе в первых трёх встречах Эрколе Галлегати победил, в том числе будущего чемпиона игр Вяйнё Коккинена. Однако победы по очкам каждая приносила ему по штрафному баллу. Одно поражение, добавившее три штрафных балла, привело к выбытию Галлегати из турнира с итоговым шестым местом.
| Выступление на Олимпийских играх 1936 года (GR) | Выступление на Олимпийских играх 1936 года (GR) | Выступление на Олимпийских играх 1936 года (GR) | Выступление на Олимпийских играх 1936 года (GR) | Выступление на Олимпийских играх 1936 года (GR) | Выступление на Олимпийских играх 1936 года (GR) | Выступление на Олимпийских играх 1936 года (GR) |
| Круг                                            | Соперник                                        | Страна                                          | Результат                                       | Баллы                                           | Всего баллов                                    | Время схватки                                   |
| ----------------------------------------------- | ----------------------------------------------- | ----------------------------------------------- | ----------------------------------------------- | ----------------------------------------------- | ----------------------------------------------- | ----------------------------------------------- |
| 1                                               | Ханс Фредериксен                                | Дания                                           | Победа По очкам                                 | 3-0 -1                                          | -1                                              |                                                 |
| 2                                               | Вольдемар Мяги                                  | Эстония                                         | Победа По очкам                                 | 3-0 -1                                          | -2                                              |                                                 |
| 3                                               | Вяйнё Коккинен                                  | Финляндия                                       | Победа По очкам                                 | 2-1 -1                                          | -3                                              |                                                 |
| 4                                               | Людвиг Швайкерт                                 | Нацистская Германия                             | Поражение По очкам                              | 0-3 -3                                          | -6                                              |                                                 |

В вольной борьбе в первых двух встречах Эрколе Галлегати победил, а в третьей потерпел поражения от будущего чемпиона игр Ахмета Киреччи. Две победы по очкам и поражение принесли пять штрафных баллов и Галлегати выбыл из турнира.
| Выступление на Олимпийских играх 1936 года (LL) | Выступление на Олимпийских играх 1936 года (LL) | Выступление на Олимпийских играх 1936 года (LL) | Выступление на Олимпийских играх 1936 года (LL) | Выступление на Олимпийских играх 1936 года (LL) | Выступление на Олимпийских играх 1936 года (LL) | Выступление на Олимпийских играх 1936 года (LL) |
| Круг                                            | Соперник                                        | Страна                                          | Результат                                       | Баллы                                           | Всего баллов                                    | Время схватки                                   |
| ----------------------------------------------- | ----------------------------------------------- | ----------------------------------------------- | ----------------------------------------------- | ----------------------------------------------- | ----------------------------------------------- | ----------------------------------------------- |
| 1                                               | Людвиг Линдблом                                 | Швеция                                          | Победа По очкам                                 | 2-1 -1                                          | -1                                              |                                                 |
| 2                                               | Ханс Шедлер                                     | Нацистская Германия                             | Победа По очкам                                 | 3-0 -1                                          | -2                                              |                                                 |
| 3                                               | Ахмет Киреччи                                   | Турция                                          | Поражение По очкам                              | 0-3 -3                                          | -5                                              |                                                 |

На Летних Олимпийских играх 1948 года в Лондоне боролся в среднем весе, где титул оспаривали 13 борцов. Турнир проводился по прежним правилам с начислением штрафных баллов. 
Эрколе Галлегати, потерпев одно поражение, в четвёртом круге выбыл из дальнейшего турнира, с пятью штрафными баллами заняв третье место. 
| Выступление на Олимпийских играх 1948 года | Выступление на Олимпийских играх 1948 года | Выступление на Олимпийских играх 1948 года | Выступление на Олимпийских играх 1948 года | Выступление на Олимпийских играх 1948 года | Выступление на Олимпийских играх 1948 года | Выступление на Олимпийских играх 1948 года |
| Круг                                       | Соперник                                   | Страна                                     | Результат                                  | Баллы                                      | Всего баллов                               | Время схватки                              |
| ------------------------------------------ | ------------------------------------------ | ------------------------------------------ | ------------------------------------------ | ------------------------------------------ | ------------------------------------------ | ------------------------------------------ |
| 1                                          | Альберто Больци                            | Аргентина                                  | Победа Туше                                | 0                                          | 0                                          | 3:18                                       |
| 2                                          | Антон Фогель                               | Австрия                                    | Победа По очкам                            | 3-0 -1                                     | -1                                         |                                            |
| 3                                          | Дьюла Немети                               | Венгрия                                    | Поражение Туше                             | -3                                         | -4                                         | 19:51                                      |
| 4                                          | Кааре Ларсен                               | Норвегия                                   | Победа По очкам                            | 3-0 -1                                     | -5                                         |                                            |

На Летних Олимпийских играх 1952 года в Хельсинки в 40-летнем возрасте боролся в среднем весе, где титул оспаривали 11 борцов. Турнир проводился по прежним правилам с начислением штрафных баллов. 
Эрколе Галлегати, потерпев два поражения в трёх встречах, выбыл из дальнейшего турнира, заняв шестое место. 
| Выступление на Олимпийских играх 1952 года | Выступление на Олимпийских играх 1952 года | Выступление на Олимпийских играх 1952 года | Выступление на Олимпийских играх 1952 года | Выступление на Олимпийских играх 1952 года | Выступление на Олимпийских играх 1952 года | Выступление на Олимпийских играх 1952 года |
| Круг                                       | Соперник                                   | Страна                                     | Результат                                  | Баллы                                      | Всего баллов                               | Время схватки                              |
| ------------------------------------------ | ------------------------------------------ | ------------------------------------------ | ------------------------------------------ | ------------------------------------------ | ------------------------------------------ | ------------------------------------------ |
| 1                                          | Густав Гоке                                | Германия                                   | Поражение По очкам                         | 1-2 -3                                     | -3                                         |                                            |
| 2                                          | Эмиль Куртуа                               | Бельгия                                    | Победа Туше                                | 0                                          | -3                                         | 6:56                                       |
| 3                                          | Аксель Грёнберг                            | Швеция                                     | Поражение По очкам                         | -3                                         | -6                                         |                                            |

В послевоенное время уже занимался тренерской карьерой, а также политической, был выбран членом городского совета Фаэнцы. 
Умер в 1990 году.